# Piscine de Leppävaara
La piscine de Leppävaara (finnois : Leppävaaran uimahalli) est une piscine située dans le quartier de Leppävaara à Espoo en Finlande.

## Caractéristiques
La piscine dont la construction s'est achevée en 1969 et a été conçue par le professeur Osmo Lappo.
La piscine a été agrandie à partir de 2013 et les travaux d'agrandissement ont été achevés en janvier 2016.
- Bassin principal 8 couloirs de 25 mètres et bassin pédagogique.
- Bassin thérapeutique 10x17 m, 2 jacuzzis, bassin d'eau froide et pataugeoire.
- Section plongeoir : bassin 15x25 m (profondeur 5 m), plongeoirs 3 et 5 mètres et plongeoirs 1 et 3 mètres.
- Bassin extérieur 10 couloirs de 50 mètres de long.